# Zeewolde
Zeewolde és un municipi de la província de Flevoland, al centre dels Països Baixos. L'1 de gener del 2009 tenia 20.901 habitants repartits sobre una superfície de 268,86 km² (dels quals 20,32 km² corresponen a aigua). Limita al nord amb Lelystad i Dronten, a l'oest amb Almere, a l'est amb Harderwijk, al sud-oest amb Eemnes (U) i Blaricum (NH), al sud amb Nijkerk i Bunschoten (U) i al sud-est amb Ermelo i Putten.

## Administració
El consistori actual, després de les eleccions municipals de 2007, és dirigit per Gerrit Jan Gorter. El consistori consta de 17 membres, compost per:
- Partit Popular per la Llibertat i la Democràcia, (VVD) 4 escons
- Leefbaar Zeewolde, 4 escons
- PvdA/GroenLinks 3 escons
- Crida Demòcrata Cristiana, (CDA) 3 escons
- ChristenUnie, 3 escons